# Kliment-von-Ohrid-Kirche (Skopje)

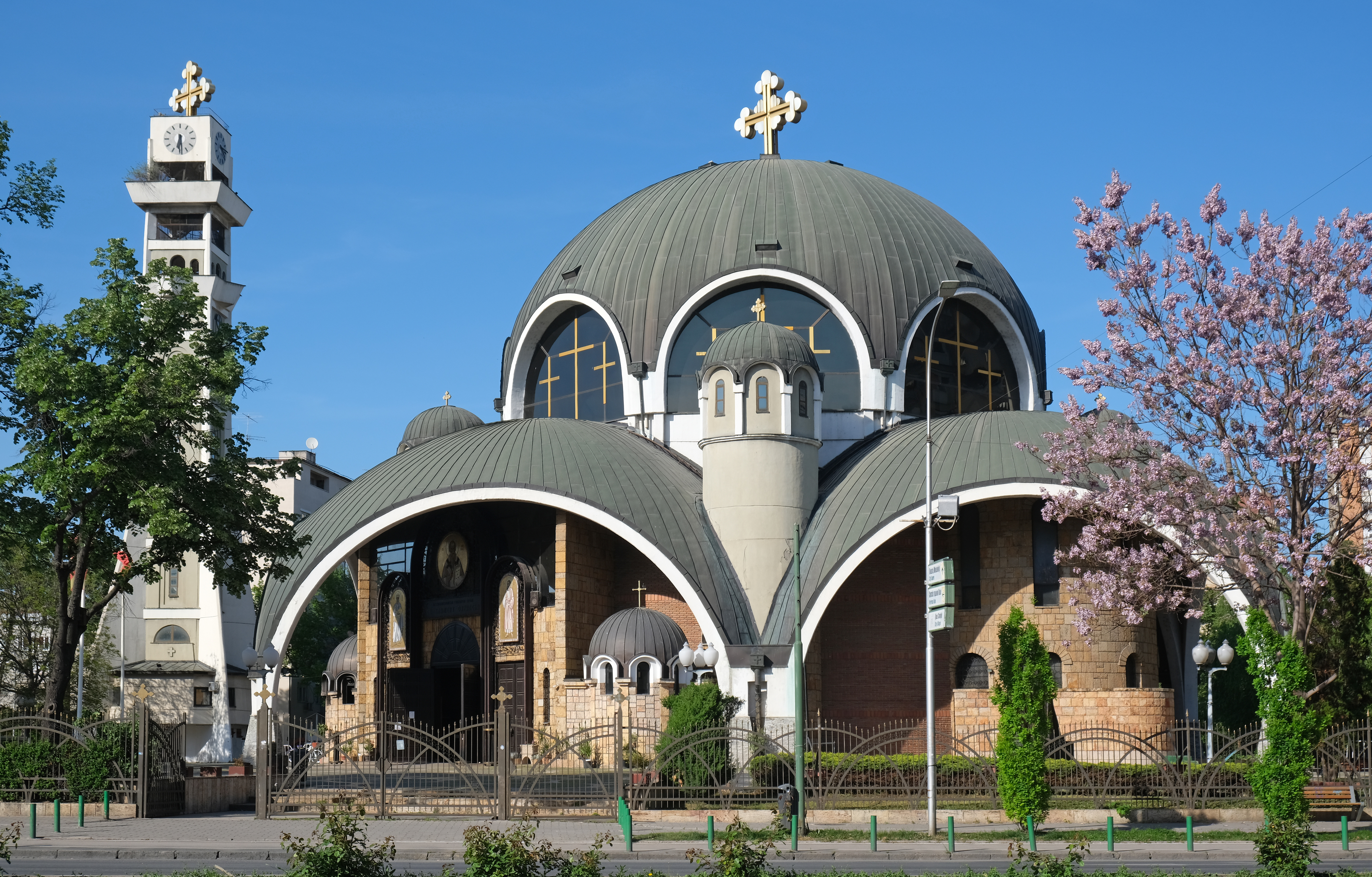
Die Außenfassade

Die Kirche Heiliger Kliment von Ohrid in Skopje ist die größte mazedonisch-orthodoxe Kirche und dem Heiligen Kliment von Ohrid geweiht. Die Kirche liegt an der Partizanski Odredi, einer der größten Straßen Skopjes.
Architekt der Kirche war Slavko Brezovski. Die Bauarbeiten begannen 1972, die Kirche wurde 1990 geweiht. Es handelt sich um einen Rotundenbau mit 36 Meter Durchmesser. Die Kirche beherbergt Ikonen, die von Gjorgji Danevski und Spase Spirovski (* 1926) geschaffen wurden, sowie Fresken des Kunst-Professors Jovan Petrov und seiner Mitarbeiter.